# Porcellio nigricans
Porcellio nigricans är en kräftdjursart som beskrevs av Brandt 1833. Porcellio nigricans ingår i släktet Porcellio och familjen Porcellionidae. Inga underarter finns listade i Catalogue of Life.